# Gemeaux
Gemeaux és un municipi francès, situat al departament de la Costa d'Or i a la regió de Borgonya - Franc Comtat. L'any 2007 tenia 856 habitants.

## Demografia

### Població
El 2007 la població de fet de Gemeaux era de 856 persones. Hi havia 305 famílies, de les quals 51 eren unipersonals (34 homes vivint sols i 17 dones vivint soles), 103 parelles sense fills, 125 parelles amb fills i 26 famílies monoparentals amb fills.
La població ha evolucionat segons el següent gràfic:
Habitants censats

### Habitatges
El 2007 hi havia 344 habitatges, 316 eren l'habitatge principal de la família, 11 eren segones residències i 17 estaven desocupats. 310 eren cases i 33 eren apartaments. Dels 316 habitatges principals, 251 estaven ocupats pels seus propietaris, 58 estaven llogats i ocupats pels llogaters i 6 estaven cedits a títol gratuït; 3 tenien una cambra, 16 en tenien dues, 32 en tenien tres, 79 en tenien quatre i 185 en tenien cinc o més. 210 habitatges disposaven pel capbaix d'una plaça de pàrquing. A 117 habitatges hi havia un automòbil i a 178 n'hi havia dos o més.

### Piràmide de població
La piràmide de població per edats i sexe el 2009 era:
| Homes | Edats   | Dones |
| ----- | ------- | ----- |
| 0     | 95 o +  | 0     |
| 0     | 90 a 94 | 0     |
| 0     | 85 a 89 | 16    |
| 4     | 80 a 84 | 4     |
| 4     | 75 a 79 | 8     |
| 8     | 70 a 74 | 12    |
| 8     | 65 a 69 | 12    |
| 12    | 60 a 64 | 16    |
| 12    | 55 a 59 | 12    |
| 24    | 50 a 54 | 20    |
| 20    | 45 a 49 | 28    |
| 24    | 40 a 44 | 36    |
| 52    | 35 a 39 | 44    |
| 24    | 30 a 34 | 32    |
| 32    | 25 a 29 | 20    |
| 12    | 20 a 24 | 20    |
| 24    | 15 a 19 | 28    |
| 16    | 10 a 14 | 48    |
| 48    | 5 a 9   | 28    |
| 44    | 0 a 4   | 16    |

## Economia
El 2007 la població en edat de treballar era de 550 persones, 446 eren actives i 104 eren inactives. De les 446 persones actives 414 estaven ocupades (209 homes i 205 dones) i 32 estaven aturades (13 homes i 19 dones). De les 104 persones inactives 40 estaven jubilades, 34 estaven estudiant i 30 estaven classificades com a «altres inactius».

### Ingressos
El 2009 a Gemeaux hi havia 314 unitats fiscals que integraven 834,5 persones, la mediana anual d'ingressos fiscals per persona era de 20.756 €.

### Activitats econòmiques
Dels 28 establiments que hi havia el 2007, 1 era d'una empresa de fabricació d'altres productes industrials, 7 d'empreses de construcció, 4 d'empreses de comerç i reparació d'automòbils, 2 d'empreses de transport, 1 d'una empresa financera, 3 d'empreses immobiliàries, 9 d'empreses de serveis i 1 d'una entitat de l'administració pública.
Dels 9 establiments de servei als particulars que hi havia el 2009, 3 eren guixaires pintors, 1 fusteria, 2 lampisteries, 1 electricista, 1 empresa de construcció i 1 agència immobiliària.
L'any 2000 a Gemeaux hi havia 10 explotacions agrícoles.

## Equipaments sanitaris i escolars
El 2009 hi havia 1 escola maternal integrada dins d'un grup escolar amb les comunes properes formant una escola dispersa i 1 escola elemental integrada dins d'un grup escolar amb les comunes properes formant una escola dispersa.

## Poblacions més properes
El següent diagrama mostra les poblacions més properes.